# 79912 Terrell
Terrell (asteróide 79912) é um asteróide da cintura principal, a 2,2506769 UA. Possui uma excentricidade de 0,1590407 e um período orbital de 1 599,21 dias (4,38 anos).
Terrell tem uma velocidade orbital média de 18,20638215 km/s e uma inclinação de 10,70282º.
Este asteróide foi descoberto em 10 de Fevereiro de 1999 por Walter Cooney, Jr., E. Kandler.